# Aschot Sohrabjan
Aschot Patwakani Sohrabjan (armenisch Աշոտ Պատվականի Զոհրաբյան, russisch Ашот Патваканович Зограбян, Aschot Patwakanowitsch Sograbjan, wiss. Transliteration Ašot Patvakanovič Zograbjan; englische Transkription auch Ashot Zohrabyan; * 29. Januar 1945 in Jerewan; † 23. Januar 2023 ebenda) war ein armenischer Komponist.

## Leben
Aufgewachsen in Jerewan, wurde er mit seiner Familie 1952 nach Sibirien deportiert. Nach der Rückkehr in der Tauwetter-Periode nahm er zunächst Kompositionsunterricht bei Tigran Mansurjan, studierte dann von 1963 bis 1967 an der Melikjan-Musikfachschule bei Eduard Baghdassarjan und von 1967 bis 1972 am Konservatorium Jerewan bei Grigor Jeghiasarjan. Nach dem Abschluss unterrichtete er von 1972 bis 2008 Harmonielehre an der Arno-Babadschanjan-Musikhochschule. Ab 1981 lehrte er, seit 1993 als Professor, Orchestrierung und Komposition am Konservatorium Jerewan.
1973 wurde er Mitglied im armenischen Komponistenverband, 1990 in der Gesellschaft für zeitgenössische Musik. 1993 erhielt er für seine Komposition Parabel den Chatschaturjan-Preis des armenischen Ministeriums für Kultur. 2012 wurde er mit dem Ehrentitel „Verdienter Künstler der Republik Armenien“ ausgezeichnet, 2017 mit der Goldmedaille des armenischen Kulturministeriums.
Als Komponist arbeitete Sohrabjan u. a. mit Solisten des Bolschoi-Ensembles und mit dem Kronos Quartet zusammen. Zu seinen Schülern zählten Idin Samimi Mofakham (* 1982), David Balasanjan (* 1983) und Hovik Sardaryan (* 1993).

## Stil
Sohrabjans Werk umfasst Orchester-, Kammer-, Vokal-, Klavier- und Orgelmusik. Im Zentrum seines Schaffens steht die Kammermusik. Stilistisch verschmolz er die Musiksprache der Moderne mit Elementen der armenischen Musikkultur wie etwa dem Tagh, einer lyrischen, monodischen Gesangsform. Seine Musik war anfänglich beeinflusst von seriellen  Techniken in der Tradition von Webern und Boulez, von mikrotonalen Elementen im Gefolge von Ligeti sowie von der sowjetischen Avantgarde um Edisson Denissow und Walentyn Sylwestrow. Frühe Hauptwerke sind die beiden Hefte der Bumerang-Spiele (1973/75), in denen er einen Ausgangszustand in vielfältige rhythmische Variationen auffächert und an instrumentale Improvisationen in der Musik des Nahen Ostens anknüpft. Ab 1980 gewinnt seine Musik weiter an Farbigkeit und Ausdrucksstärke, kennzeichnend bleibt eine kontemplative, statische und elegische Kraft, die sein ganzes Œuvre durchzieht: ein „meditatives Versenken in die Tiefe des Tons“. Er gehört somit zu einer Generation armenischer Komponisten, die sich vom populären folkloristischen Stil Chatschaturjans absetzten und sich eher auf Komitas Vardapet beriefen, einen Pionier der armenischen Kunstmusik. Sohrabjans Musik wurde in vielen Ländern der Welt aufgeführt, u. a. am Centre Pompidou in Paris, bei den Hallischen Musiktagen, beim Holland Festival, bei den Wittener Tagen für neue Kammermusik (1987), beim Festival in Norfolk, USA (2003), in London (2009) und beim Festival 4020 in Linz (2011). Der Komponist Tigran Mansurjan widmete Sohrabjan – mit Bezug auf dessen gleichnamiges Orchesterwerk – das Klarinettenstück Parabel (2011).

## Werke (Auswahl)

### Orchester
- Variationen, 1971/1982[A 1]
- Konzert-Elegie für 12 Streicher, 1980
- Hommage à Medzarents, sinfonisches Poem für Kammerorchester, 1981/1986
- Serenade für kleines Orchester (13 Instrumente), 1982/85
- Konzert für Violine und Streichorchester, 1987/89
- Parabel für kleines Orchester (13 Instrumente), 1992

### Kammermusik
- Bumerang-Spiele Nr. 1 für Flöte, Oboe, Klarinette, 2 Violinen, Viola, Cello und Klavier, 1973
- Bumerang-Spiele Nr. 2 für Flöte, Oboe, Klarinette, 2 Violinen, Viola, Cello, Klavier und Percussion, 1975
- Sonate Nr. 1 für Cello und Klavier, 1976
- Sonate Nr. 2 für Cello und Klavier, 1980
- Morgengesang für Bläserquintett, 1983/88
- Rituel, 3 Flöten, 1993
- Streichquartett Nr. 1, Narcissus, 1996
- Streichquartett Nr. 2, For Kronos, 1998
- Novelette, Klavierquartett, 2009

### Vokal
- Kreise, Zyklus für Gesang und Instrumentalensemble (Texte von Misag Medzarents und Daniel Waruschan), 1972
- Rote Brote (Text von Misag Medzarents), 1973
- Abendlieder (Texte von Daniel Waruschan und Misag Medzarents) für Gesang und Klavier, 1982/85
- An den Knaben Elis (Text von Georg Trakl) für Mezzosopran, Klarinette, Cello und Klavier, 1994
- Neue Taghs (Texte von Daniel Waruschan und Mesrop Maschtoz) für Mezzosopran, 2 Violinen, Cello und Klavier, 1995
- Lux fulgebit (Text aus Psalm 92) für Mezzosopran, Flöte, Oboe, Klarinette, Fagott, Trompete, Posaune, 2 Violinen, Viola und Cello, 1997